# Plateau Hollick-Kenyon
Le plateau Hollick-Kenyon est un vaste plateau de neige relativement sans relief de l'Antarctique situé entre 1 200 et 1 800 mètres d'altitude au-dessus du niveau de la mer.

## Géographie
Il se trouve entre la partie nord des monts Ellsworth, à l'est, et le mont Takahe et les monts Crary, à l'ouest. Il a été découvert par Lincoln Ellsworth lors de son vol transantarctique en avion entre novembre et décembre 1935, et nommé par Ellsworth en l'honneur de son pilote, Herbert Hollick-Kenyon. 